# Реннер, Пауль
Пауль Реннер (Paul Renner; 9 августа 1878 — 25 апреля 1956) — типограф, дизайнер шрифта. Известен в первую очередь как создатель шрифта «Futura».

## Биография
Реннер родился в Пруссии. Обучался в гимназии, где получил строгое протестантское воспитание. Большое внимание его учителя обращали на выработку таких «немецких» качеств, как чувство лидерства, долга, ответственности. Изучал живопись в Берлине и Мюнхене. В 1910 году вступил в Немецкий Веркбунд. С 1925-го по 1926 г. преподавал рекламную графику и типографику во Франкфуртской школе искусств. В 1927 году занял место в дирекции мюнхенской ремесленной школы книгопечатников.
Взрослый Реннер с подозрением относился к абстрактному искусству, не любил джаз, кино и современные танцы. Однако восхищался функциональными чертами модернизма и не гнушался эротическими рисунками к соответствующим изданиям. Таким образом, деятельность Реннера можно рассматривать как мост между традиционным (XIX век) и современным (XX век). Так, он пробовал объединить готический и антиквенный шрифты.
Две важнейшие книги Реннера — «Типографика как искусство» (Typografie als Kunst) и «Искусство типографики» (Die Kunst der Typographie). Он разработал новые правила книжного оформления, а также создал шрифт «Футура» — популярный геометрический гротеск. 
Современный шрифт «Architype Renner» основан на ранних реннеровских опытах с геометрическими формами букв «Футуры», большинство из которых не были использованы в окончательной версии шрифта. В 1994 году вышел шрифт «Tasse», основанный на реннеровском шрифте 1953 года «Steile Futura».
Реннер был другом выдающегося немецкого типографа Яна Чихольда.
Еще до 1932 года Реннер заявил о своем несогласии с нацистами в книге «Культурный большевизм?» (Kultur-bolschewismus?). Ему не удалось найти немецкого издателя, и книгу выпустил швейцарский друг Реннера Ойген Рентш. Вскоре после выхода она была изъята из немецких магазинов. Новое издание вышло только в 2003 году.
После прихода нацистов к власти (март 1933 года) Пауль Реннер был арестован и смещен со своего поста в Мюнхене. В мае 1933 года он эмигрировал в Швейцарию.

«Футура» (1928)

## Шрифты
- Architype Renner (1927)
- Futura (1928)
- Plak (1928)
- Futura Black (1929)
- Futura light (1932)
- Ballade (1938)
- Renner Antiqua (1939)

## Сочинения

### На немецком языке
- Typographie als Kunst, Munich 1922
- Mechanisierte Grafik. Schrift, Typo, Foto, Film, Farbe, Berlin 1930
- Kulturbolschewismus?, Zurich 1932,
- Die Kunst der Typographie, Berlin 1939, New print Augsburg 2003; ISBN 3-87512-414-6,
- Das moderne Buch, Lindau 1946,
- Ordnung und Harmonie der Farben. Eine Farbenlehre für Künstler und Handwerker, Ravensburg 1947
- Vom Geheimnis der Darstellung, Frankfurt 1955

### На русском языке
- Пауль Реннер. Книгопечатание как искусство. М.-Л.: ОГИЗ, 1925.